# Terminal Sagrado Coração de Jesus
O Terminal Sagrado Coração de Jesus é um terminal de integração de ônibus urbano do tipo aberto, localizado entre a Praça do Sagrado Coração de Jesus e a Rua Solon Pinheiro no bairro Centro, pertencente a Secretaria Executiva Regional 12, no município de Fortaleza, Ceará.
Ao todo, 20 linhas de ônibus operam no terminal sendo, portanto, um importante ponto de conexão entre o Centro da cidade e as demais regiões, sobretudo a Zona Sul de Fortaleza.

## Histórico
Antes da atual estrutura já funcionava na região um terminal aberto de mesmo nome que junto ao antigo terminal da Praça da Estação, desativado em 2019, formavam a dupla dos únicos terminais de ônibus do tipo aberto em Fortaleza.
Em março de 2021 foram iniciadas as obras de reforma da praça do Sagrado Coração de Jesus juntamente com o terminal após realização de Concurso Nacional de Ideias, promovido pela Prefeitura de Fortaleza, para a escolha do projeto.
A escolha da requalificação do conjunto da praça, que incluiu o terminal, e do Parque da Liberdade - Cidade da Criança foi definida ainda em 2018, por meio de uma votação pública. O valor estipulado para o investimento, na época, para as duas obras, era de R$ 10 milhões. Entretanto, segundo o então secretario de infraestrutura de Fortaleza, Samuel Dias, o investimento final foi superior ao valor calculado inicialmente, chegando a cerca de R$ 15 milhões.
As antigas estruturas de aço do velho terminal foram desmontadas, restauradas, e transferidas para o outro lado da praça, na Rua Jaime Benévolo, com o o objetivo de compor um corredor cultural com espaço para convivência, gastronomia e apresentações artísticas.
A atual estrutura do Terminal Sagrado Coração de Jesus foi entregue no dia 28 de outubro de 2022, após um ano de atraso, como o terceiro de um conjunto de novos terminais abertos, ou "mini terminais", construídos ou reformados na cidade de Fortaleza. O objetivo dos novos terminais, que incluiu também a construção dos terminais José de Alencar, José Walter e Washington Soares, é evitar deslocamento desnecessários até os terminais maiores, otimizando o tempo de viagem dos usuários.
Em fevereiro de 2024 o terminal recebeu quatro novas linhas de ônibus, chegando a um total de 20. As linhas afetadas pela transferência foram a 022 – Jardim das Oliveiras / Centro, 610 – Cidade dos Funcionários / Conjunto Alvorada, 611 – Cidade dos Funcionários/Cofeco/Lago Jacarey e 613 – Barroso Jardim Violeta/Centro, que anteriormente utilizavam os pontos de embarque e desembarque na Avenida Visconde do Rio Branco.

## Características
O novo equipamento foi concebido para integrar-se totalmente ao projeto de requalificação da histórica praça do Sagrado Coração de Jesus (1880), dentro do entorno imediato do Parque da Liberdade - Cidade da Criança, um parque urbano tombado.
A nova estrutura do terminal aberto na Rua Solon Pinheiro, substituiu as antigas coberturas de aço, restauradas pelo projeto e realocadas para a paralela Rua Jaime Benévolo, do outro lado do Santuário do Sagrado Coração de Jesus, a partir do entendimento da necessidade de preservar parte da identidade visual do entorno, pelo desenho marcante das antigas estruturas. Dessa forma, foi possível formar uma proposta de corredor para atividades de pedestres em via de pedra que foi elevada e aglutinada como espaço público da praça, formando assim uma nova rua de pedestres onde antes trafegavam automóveis.
O desenho do atual terminal, segundo o estúdio que realizou o projeto,  foi pensado para ser intencionalmente leve e minimalista, unindo a função de modernização da infraestrutura a um profundo respeito ao centro histórico em que está inserido, ao integrar-se harmoniosamente a esse entorno.
A sua cobertura é composta por uma estrutura metálica, tendo como elementos de destaque suas vigas, terças e contraventamentos em X, formando um imponente vão estrutural. Os pilares de apoio da coberta são em concreto armado e formam um eixo estrutural único onde tubos de aço se conectam a grandes balanços de 7 e 14 metros. A coberta em telha metálica tipo sanduíche tem caimento para o centro, diretamente ligada aos pilares, que servem de guia ao escoamento das águas pluviais.

Caracterizado como do tipo aberto, assim como os terminais José de Alencar, José Walter e Washington Soares, no terminal Sagrado Coração de Jesus a integração só pode ser realizada por meio de cartões eletrônicos, a exemplo do bilhete único.